# Rumänska akademien
Rumänska akademin (rumänska: Academia Română) är Rumäniens myndighet för det rumänska språket, grundad 1866.

## Historia
Akademien grundades för första gången i 1866 under namnet Societatea Literară Română. Dess 21 grundande medlemmar kom från Rumänien men också regioner som var under en främmande makt (bl.a. Österrike-Ungern eller Osmanska riket).. Akademiens förste presidenten var filologen Ion Heliade-Rădulescu.
I början gällde akademiens verksamhet exklusivt det rumänska språket: uppgifterna var att standardisera skriftspråket, utveckla grammatiken och börja utgiva en ordbok över språket.
1879 grundades akademien i sin nuvarande form och under sitt nuvarande namn av kung Carol I. 

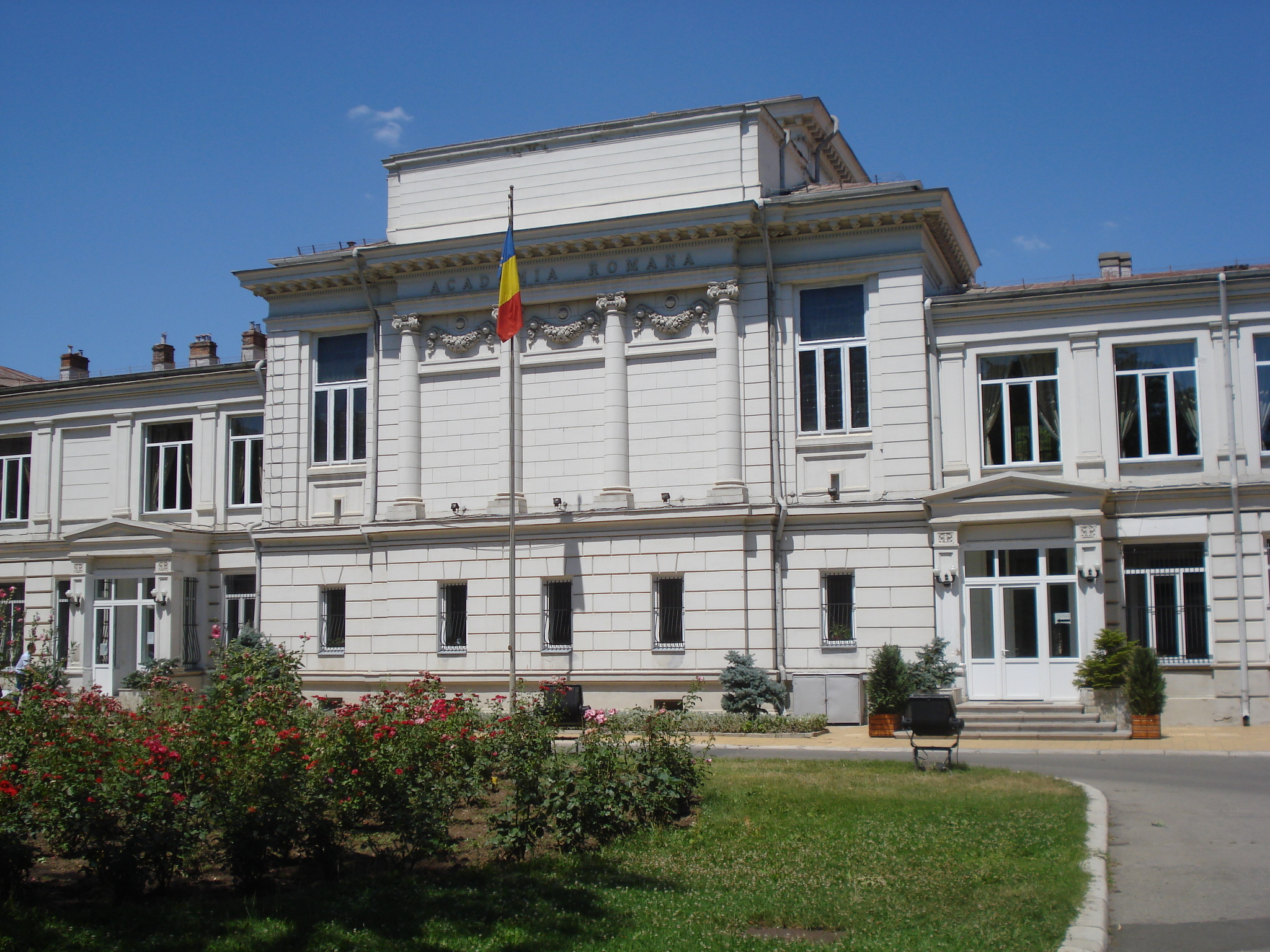
Akademiens säte i Bukarest.

## Akademien idag
Akademien har 181 ledamöter som utses på livstid. Akademiens huvudsakliga mål är odlandet av det rumänska språket och den rumänska litteraturen, studiet av Rumäniens historia och forskning i viktigare vetenskapliga områden. Ett av akademins viktigaste projekt är den rumänska ordboken Dicţionarul explicativ al limbii române.
Dessutom har akademien en egen månatlig tidskrift, Revista Academica..
En del av akademien är också dess bibliotek som är grundat 1867. Biblioteket är det enda i Rumänien som bevarar FN-dokument (UN depository library)..   

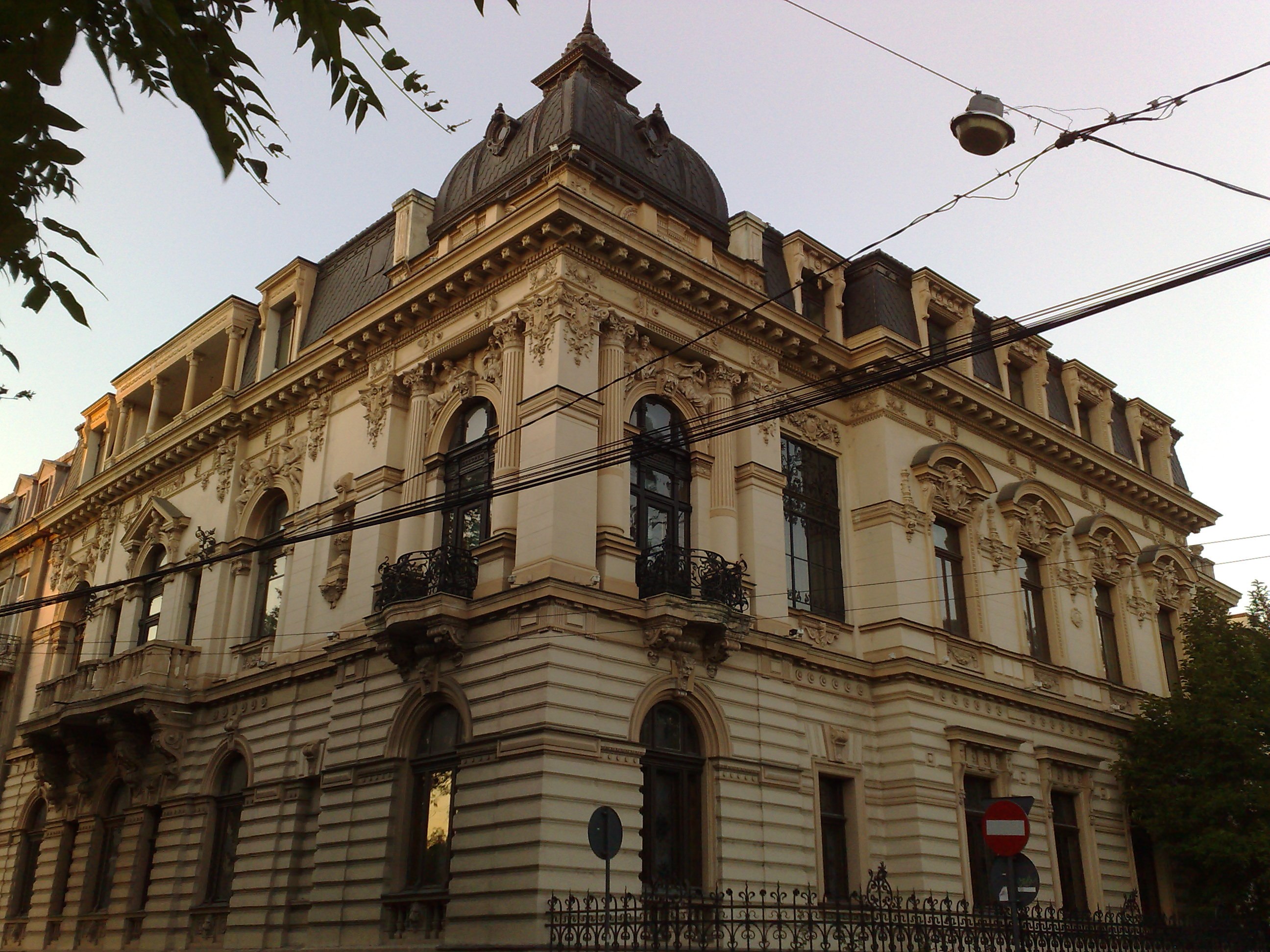
Akademiens bibliotek.